# Chariesthes albovariegata
Chariesthes albovariegata là một loài bọ cánh cứng trong họ Cerambycidae.